# Phalguna
El phalguna (en hindi: फागुन phaagun o फाल्गुन phaalgun, en tàmil: பங்குனி panguni) és un mes del calendari hindú. En el calendari nacional de l'Índia, Phaalgun és el dotzè mes de l'any, començant el 20 de febrer i acabant el 21 de març (o 20 de març durant els anys de traspàs). En els calendaris religiosos lunars, Phalgun pot començar tant en lluna nova com en lluna plena en la mateixa època de l'any, i sol ser el dotzè mes de l'any. No obstant això, a Gujarat, el mes de Kartika és el primer mes de l'any, i per tant, Phalgun és el cinquè mes. Les festivitats de Holi (15 de Phalgun) i Maha Shivaratri (14 de Phalgun) cauen en aquest mes. En els calendaris religiosos solars, Phaalgun comença amb l'entrada del Sol a la constel·lació d'Aquari, i generalment cau en el onzè mes de l'any.